# Натан Щаранський
Натан Щаранський (Анатолій Щаранський, * 20 січня 1948, Сталіно, Українська РСР, СРСР) — ізраїльський державний та політичний діяч українського походження. Віце-прем'єр-міністр (2001—2003), міністр у кількох урядах Ізраїлю, депутат Кнесету, голова виконавчої ради Єврейського агентства для Ізраїлю, член Наглядової ради Меморіального центру Голокосту «Бабин Яр».

## Життєпис
Батьки — вихідці з Одеси. Батько (журналіст, сценарист) співпрацював з Олександром Довженком.
Навчався в Московському фізико-технічному інституті. Будучи студентом, зайнявся політичною діяльністю в комітеті комсомолу факультету.
У середині 1970-х був одним з ініціаторів створення Московської групи з контролю за дотриманням Гельсінкських угод у галузі прав людини (так званої Гельсінкської групи), помічником і перекладачем академіка Андрія Сахарова. Активно брав участь в єврейському русі в СРСР, демонстраціях та голодовках протесту. Був автором низки листів та звернень єврейських активістів до радянської влади та міжнародної громадськості. Зустрічаючись з акредитованими в Москві іноземними журналістами, передавав їм інформацію про переслідування, яким піддавалися активісти-правозахисники, про необґрунтовані відмови у наданні дозволу на виїзд з СРСР, численні випадки порушень прав людини.
За антирадянську діяльність був в 1977 році заарештований, а в 1978 засуджений на 13 років позбавлення волі за звинуваченням у шпигунстві на користь США. Покарання відбував у Володимирській та Чистопольській тюрмах, а потім в Пермському таборі посиленого режиму. Не раз потрапляв у карцер за протести проти незаконних дій тюремного начальства. Неодноразово оголошував голодування протесту, піддавався примусовому годуванню. Після численних демонстрацій по всьому світу і клопотань найбільших політиків Європи і США, лише в 1986 році, за угодою між СРСР і США, його обміняли на мосту Глінік на кордоні Західного і Східного Берліна на одного з радянських розвідників, заарештованих на Заході. Обмін відбувся за посередництва східнонімецького адвоката Вольфганга Фогеля. В Ізраїлі був з пошаною зустріли прем'єр-міністр Шимон Перес та його заступник Іцхак Шамір.
Став відданим прихильником ідей держави Ізраїль, обрав метою своєї політичної боротьби свободу еміграції. В Ізраїлі він створив Сіоністський форум — громадську організацію, що займалася проблемами абсорбції (облаштування, вживання) репатріантів з СРСР. Потім була створена партія «Ізраїль за алію» («Ізраїль на підйомі»).
- З 1996 по 2003 депутат ізраїльського Кнесету і лідер партії
- Міністр промисловості та торгівлі (1996—1999)
- Міністр внутрішніх справ (1999—2000)
- Міністр будівництва (2001—2003)

У зв'язку зі зниженням рейтингом партії (представництво зменшилася з 6 до 2 мандатів) в 2003 його партія злилася з блоком Лікуд, а сам Щаранський покинув Кнесет, поступившись місцем Марині Солодкіній. Не будучи членом парламенту, зайняв пост міністра у справах Єрусалима. Через незгоду з планом одностороннього розмежування Аріеля Шарона в 2005 пішов у відставку і став членом парламентського лобі на захист Ерец-Ісраель і внутріпартійної опозиції.
Нині залишається активним політиком, реагуючи на зміни в нинішньому світі, особливо ті, які торкаються подій на його історичній батьківщині. Його надійна опора — репатріанти з СРСР, інтереси яких він насамперед відстоює.
З 2017 року — член Наглядової ради Меморіального центру Голокосту «Бабин Яр».

## Нагороди
- Орден «За заслуги» ІІІ ступеня (Україна, 23 серпня 2022) — за значні особисті заслуги у зміцненні міждержавного співробітництва, підтримку державного суверенітету та територіальної цілісності України, вагомий внесок у популяризацію Української держави у світі.[5]